# Удрицк
Удрицк (укр. Удрицьк) — село, центр Удрицкого сельского совета Дубровицкого района Ровненской области Украины.
Население по переписи 2001 года составляло 918 человек.
В селе находится пограничный и таможенный КПП, до белорусской границы 2 км. В селе есть магазины, школа, детсад, Ж.Д. вокзал. Сразу за селом лес, луг, озера, река.

## Местный совет
34113, Ровненская обл., Дубровицкий р-н, с. Удрицк, ул. Центральная, 40.